# Román Ramos
Román Ramos Álvaro (Santa María de Cayón, 6 januari 1991) is een Spaans motorcoureur.

## Carrière
Ramos begon zijn motorsportcarrière op een minimoto op negenjarige leeftijd. Hij won zijn eerste regionale race waarin hij deelnam. Vervolgens stapte hij over naar de Copa Bancaja, waarin hij in twee achtereenvolgende seizoenen derde werd. In 2005 en 2006 reed hij in het Spaanse CEV-kampioenschap. In 2007 won hij op zestienjarige leeftijd de Kawasaki Ninja Cup. Vervolgens kwam hij uit in het Spaanse Moto2-kampioenschap, waarin hij in 2013 kampioen werd.
In 2010 maakte Ramos zijn debuut in de Moto2-klasse van het wereldkampioenschap wegrace op een MIR Racing als wildcardcoureur tijdens de races in Aragón en Valencia, waarin hij respectievelijk op de plaatsen 16 en 23 finishte. In 2012 keerde hij terug in de klasse op een FTR in de seizoensfinale in Valencia als vervanger van Marco Colandrea en werd 26e in de race. In 2013 reed hij in de Grand Prix van Duitsland op een Speed Up als eenmalige vervanger van Alberto Moncayo, maar finishte hij de race niet. Later dat jaar reed hij op een Motobi de Grand Prix van Aragón als vervanger van Jason O'Halloran, waarin hij twintigste werd.
In 2014 wilde Ramos oorspronkelijk zijn titel in de Spaanse Moto2 verdedigen, voordat hij op een Speed Up het volledige seizoen van het WK Moto2 mocht rijden. Hij kende echter een teleurstellend seizoen waarin hij geen punten scoorde en een zeventiende plaats in Catalonië zijn beste resultaat was.
In 2015 maakte Ramos de overstap naar het wereldkampioenschap superbike, waarin hij op een Kawasaki reed. Hij eindigde in een groot deel van de races in de punten, met een zevende plaats op het Autodromo Enzo e Dino Ferrari als beste resultaat. Met 71 punten werd hij vijftiende in het eindklassement. In 2016 waren drie negende plaatsen op het TT-Circuit Assen, het Misano World Circuit Marco Simoncelli en de Lausitzring zijn beste resultaten, maar moest hij ook twee raceweekenden missen nadat hij bij een val tijdens de vrije trainingen op Imola zijn hand brak. Met 89 punten werd hij opnieuw vijftiende in de eindstand.
In 2017 bleef Ramos actief in het WK superbike op een Kawasaki, waar een zevende plaats op Assen zijn beste resultaat was en uiteindelijk tienmaal in de top 10 eindigde. Met 118 punten werd hij twaalfde in het kampioenschap. In 2018 waren twee tiende plaatsen op het Motorland Aragón en het Automotodrom Brno zijn beste resultaten en werd hij met 65 punten zestiende in het eindklassement.
In 2019 stapte Ramos over naar het Spaans kampioenschap superbike, waarin hij op een Kawasaki reed. Twee vierde plaatsen op het Circuit Ricardo Tormo Valencia en Aragón waren zijn beste resultaten, waardoor hij met 89 punten zesde werd in het kampioenschap. In 2020 bleef hij actief in de klasse. Hij won een race op het Circuito de Navarra en twee races op Valencia en stond daarnaast in vijf andere races op het podium. Met 196 punten werd hij kampioen in de klasse. Daarnaast keerde hij dat jaar terug in het WK superbike op een Kawasaki tijdens de twee raceweekenden op Aragón als vervanger van de geblesseerde Sandro Cortese. Hij scoorde tweemaal punten met een dertiende en een vijftiende plaats, waardoor hij met 4 punten op plaats 25 in het klassement eindigde.